# فيرناندو براس
فيرناندو براس (بالبرتغالية: Fernando Prass‏) (9 يوليو 1978 ببورتو أليغري في البرازيل - ) هو لاعب كرة قدم برازيلي في مركز حراسة المرمى. لعب مع غريميو بورتو أليغرينزي ونادي بالميراس ونادي فاسكو دا غاما ونادي كوريتيبا ويو دي ليريا ونادي فيلا نوفا وأتلتيكا فرانكانا ‏.

## روابط خارجية
- فيرناندو براس على موقع قاعدة بيانات كرة القدم.إي يو (الإنجليزية)
- فيرناندو براس على موقع Soccerway.com (الإنجليزية)
- فيرناندو براس على موقع عالم كرة القدم.نت (الإنجليزية)
- فيرناندو براس على موقع أوليمبيديا (الإنجليزية)